# Anfahrwirbel

Abb. 1: Gebundener Wirbel um einen Flügel mit parallelem zurückbleibendem Anfahrwirbel (rechts unten im Bild) und Randwirbeln.

Der Anfahrwirbel oder freie Wirbel ist in der Aerodynamik ein Wirbel, der beim Startlauf eines Flugzeugs an der Hinterkante einer Tragfläche abschwimmt und an der Auftriebsentstehung beteiligt ist.
Zu Beginn ist die Strömung an der Hinterkante des Profils auf der Unterseite im Allgemeinen schneller als die auf der Oberseite und diese Differenz facht den Anfahrwirbel an. Wegen des Drehimpulserhaltungssatzes entsteht ein Gegenwirbel, der gebundene Wirbel, der um die Tragfläche eine Zirkulation und mit ihr dynamischen Auftrieb erzeugt. Dieser ist für einen erfolgreichen Start unerlässlich, worin sich die Bedeutung des Anfahrwirbels manifestiert.
Die Produktion des Anfahrwirbels endet, wenn die Geschwindigkeitsdifferenz an der Profilhinterkante durch eine entsprechende Zirkulation ausgeglichen ist,  die Strömung anliegt und eine fluiddynamische Grenzschicht aufgebaut ist. Dieser Prozess benötigt Zeit. Der Anfahrwirbel bleibt am Ort seiner Entstehung zurück und dissipiert mit der Zeit.

## Theorie
Wilhelm Kutta und Nikolai Jegorowitsch Schukowski gelang es mit ebenen, zirkulationsbehafteten Potentialströmungen den Auftrieb eines Profils zu berechnen. Der Tragflügel samt der Zirkulation um ihn sind dabei senkrecht zur Ebene unendlich ausgedehnt, denn nach dem dritten Helmholtz’schen Wirbelsatz kann die Wirbellinie der Zirkulation im Fluid nicht enden.
Auf Ludwig Prandtl geht die Idee zurück, diese Bedingung in einer dreidimensionalen Strömung durch einen geschlossenen Wirbelring wie in Abb. 1 zu erfüllen. Dieser besteht aus dem zirkulationserzeugenden gebundenen Wirbel um die Tragfläche, die Randwirbel und dem Anfahrwirbel.

## Entstehung

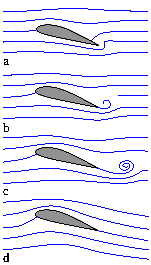
Abb. 2: Phasen der Entstehung des Anfahrwirbels (schematisch)

Jede aus der Ruhe heraus entstehende Strömung einer homogenen reibungsfreien Flüssigkeit ist eine Potentialströmung. Eine solche zirkulationsfreie Strömung ist in Abb. 2a dargestellt, die beim Startlauf in die zirkulationsbehaftete Strömung in Abb. 2d übergeht. Zwischen den blauen Stromlinien ist im laminaren Gebiet der Volumenstrom überall gleich, siehe Stromfunktion. Wo die Stromlinien eng beieinander liegen ist die Strömung beschleunigt, was nach Bernoulli den Druck erniedrigt, und umgekehrt. An der Hinterkante des Profils ist anfänglich eine Singularität mit unendlicher Strömungsgeschwindigkeit. In der viskosen Luft wird die Hinterkante lediglich mit sehr hoher Geschwindigkeit umströmt, wobei die Strömung an der Profiloberseite ablöst.
Der Geschwindigkeitssprung zwischen der an der Hinterkante unter- und oberseitig abfließenden Strömung wird in einer endlich langen instabilen Übergangsschicht ausgeglichen, die sich in einen Wirbel aufrollt (Abb. 2b). Im Grenzfall einer viskositätsfreien Strömung liegt eine Unstetigkeitsfläche mit Rotation, also eine Wirbelfläche, vor. Abseits der Fläche ist die Rotation null.
Der Druck ist anfänglich an der Oberseite zu groß und unter dem Profil zu klein, was die Strömungsgeschwindigkeit dort erhöht und den Wirbel anfacht. Zwischen die nach links beschleunigende Tragfläche und den zurückbleibenden Anfahrwirbel strömt Fluid von oben ein, was die Geschwindigkeit auf der Oberseite erhöht und den Druck verringert, sodass sich die Strömung zunehmend anlegt (Abb. 2c).
Der Vorgang endet, wenn die Geschwindigkeitsdifferenz an der Hinterkante ausgeglichen ist und die Strömung anliegt (Abb. 2d).
Da bei jeder Geschwindigkeits- und Anstellungsänderung der Auftrieb ebenfalls variiert und mit ihm die Zirkulation, schwimmt dann immer auch ein freier Wirbel ab.

## Experiment

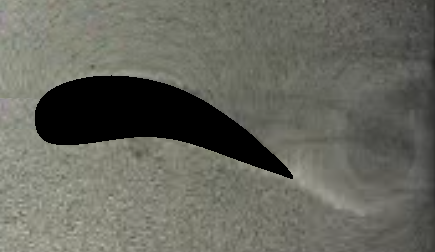
Abb. 3: Realer Anfahrwirbel rechts hinter einem Profil (schwarz) durch mitschwimmende Partikel (hell) sichtbar gemacht

Der Anfahrwirbel kann in einer Schale mit Wasser, das mit Sägemehl bestreut ist, sichtbar gemacht werden. Dazu wird das Modell des interessierenden Profils durch das Wasser gezogen, mit einem mit Abb. 3 vergleichbaren Ergebnis.